# Eberhard von Kleydorff
Eberhard Otto Gustav Albert Julius Emil Freiherr von Kleydorff (* 4. Juni 1900 in Rödelheim bei Frankfurt am Main; † 1987 in Münsing am Starnberger See) war ein deutscher Maler und Gebrauchsgrafiker.

## Leben
Eberhard von Kleydorff war Sohn des Freiherrn Ludwig von Kleydorff (1869–1918) und dessen Ehefrau Erna Maria Martha, geborene Kühls (1878–1963). Sein Vater war der älteste Sohn des Prinzen Emil zu Sayn-Wittgenstein-Berleburg aus dessen zweiter Ehe mit der polnischen Balletttänzerin Kamila (Camilla) Stefańska (1838–1902). Seine ältere Schwester Lucy (1898–1952) wurde in erster Ehe (1922–1925) Frau von Kurt von Griesheim (1895–1976), in zweiter Ehe (1926) Frau des Prinzen Wolfgang Friedrich Max zu Sayn-Wittgenstein-Berleburg (1887–1966). Seine jüngere Schwester Felicitas (1906–1991) heiratete 1931 den Reichswehr-Offizier Hans von Ploetz. Seine Onkel waren der Gutsbesitzer Wilhelm von Kleydorff sowie der Opernsänger und Filmschauspieler Franz Egenieff.
Während des Ersten Weltkriegs diente Eberhard von Kleydorff als Seekadett in der Kaiserlichen Marine. Er schied am 16. August 1920 mit dem Charakter eines Fähnrichs zur See aus der Marine aus und studierte danach zunächst Architektur in München, bald aber Malerei an der Kunstakademie Düsseldorf und an der Großherzoglich Sächsischen Hochschule für Bildende Kunst in Weimar. Anschließend ließ er sich in München als Gebrauchsgrafiker nieder. Bekannt für seine Karikaturen aus den 1920er und 1930er Jahren, galt seine Kunst in der Zeit des Nationalsozialismus als „entartet“. Sein Schlossgut Oberambach in Münsing am Starnberger See, wo er am 24. Oktober 1923 Angelica Heye (1899–1958) geheiratet hatte, eine Tochter des Glashüttenbesitzers und italienischen Generalkonsuls Otto Heye aus Düsseldorf, entwickelte er zum Treffpunkt von Künstlern, Literaten und Freidenkern. Aus seiner Ehe ging ein Sohn hervor, Ludwig von Kleydorff (1926–2004).